# Настасья Кончаковна
Настасья Кончаковна (до крещения Свобода; ? — после 1188 года) — половецкая княжна, дочь хана Кончака и супруга князя Владимира Игоревича.

## Биография
Правнучка половецкого хана Шарукана, была дочерью хана Кончака, носила до крещения имя Свобода. В 1185 году её отец нанёс поражение русскому войску и захватил в плен в числе других князей Игоря Святославича и его сына Владимира Игоревича. Позднее Игорь совершил побег из плена и вернулся на родину. 
Во время пребывания Владимира в плену стала его женой и получила в крещении имя Настасья. У пары были два сына: Изяслав и Всеволод.
В 1188 году Владимир был отпущен из плена и уехал с женой и маленьким сыном Изяславом на родину, больше о ней ничего не известно.

## В литературе и культуре
В «Слове о полку Игореве» в погоне за сбежавшим Игорем, которого называют «сокол», хан Кончак предлагает Гзаку  «опутать соколёнка девицей», на что тот не соглашается:
Коль его опутаем девицей
Он с девицей в терем свой умчится,
И начнёт нас бить любая птица
В половецком поле, хан Кончак!
Героиня оперы А. П. Бородина «Князь Игорь» под именем Кончаковна. Образ княжны раскрыт в кавантине «Меркнет свет дневной».
В фильме «Князь Игорь» роль Кончаковны играет Инвета Моргоева, её партию исполняет Ирина Богачёва.